# H.C. Andersens Lind
H.C. Andersens Lind er et stort enstammet lindetræ i Augustenborg Slotspark. Træet var indtil 2020 28 meter højt og havde en omkreds på 5,3 meter.
Under træet er der en bænk med udsigt over Augustenborg Fjord hvor det siges at H.C. Andersen fandt skygge og inspiration til sine eventyr. H.C. Andersen opholdt sig på Augustenborg Slot 11.-29. september 1844 hos hertug af Slesvig-Holsten-Sønderborg-Augustenborg Christian Carl August og hertuginde Louise Sophie. Andersen havde forinden besøgt kongeparret på øen Før i Vadehavet, hvor han traf hertuginden af Augustenborg, som inviterede ham til at besøge Augustenborg.
H. C. Andersen linden blev svært beskadiget under en voldsom storm i 2020. Tilbage står en flækket stamme, hvorfra nye skud udspringer. Stammen holdes opretstående ved hjælp af to jerndragere, som kommunen har opstillet i et forsøg på at redde det historiske træ. 
- Stammen med inskriptionen: I ly af denne Lind havde Eventyrdigteren H.C. Andersen en Hvileplads under sine Besøg paa Augustenborg
- Den stærkt reducerede lind i august 2020

## Eksterne links
- Wikimedia Commons har flere filer relateret til H.C. Andersens Lind